# Les Hommes volants ou les Aventures de Pierre Wilkins
Les Hommes volants ou les Aventures de Pierre Wilkins est un roman d'aventures à la fois maritime, imaginaire et utopique de Robert Paltock paru en version originale anglaise sous le titre The life and adventures of Peter Wilkins en 1751, traduit en français en 1763 par Philippe-Florent de Puisieux et réédité dans les Voyages imaginaires, songes, visions et romans cabalistiques en 1788.

## Résumé
La préface narrative
La jeunesse en Angleterre
Le héros, Pierre Wilkins, est un jeune anglais plutôt mal élevé de la classe moyenne supérieure. Sa mère, veuve, se remarie. Son beau-père veut l'écarter et l'envoie en pension. Quand Pierre découvre que sa mère est morte et que son bon beau-père l'a déshérité, il quitte la jeune servante qu'il a mise enceinte et épousée en secret et devient marin. Il embarque sur un bateau à Bristol pour chercher fortune. 
Les aventures africaines
Il traverse de nombreuses aventures en mer et en Afrique : capture par des pirates français, esclavage imposé par des trafiquants portugais en Angola. Il s'échappe avec son ami Glanlepze et tente de regagner l'Angleterre. 
La traversée souterraine et la robinsonnade
Après avoir volé un bateau, ils essuient une terrible tempête : Pierre se retrouve seul sur le bateau attiré par une île rocheuse. Après avoir pénétré dans une grotte et traversé une rivière souterraine, il arrive à l'intérieur de l'île et découvre un grand lac entouré de prairies. Pierre se retrouve ainsi naufragé solitaire sur une île déserte dans les mers australes, près de l'Antarctique, où il mène la vie d'un Robinson Crusoé pendant plusieurs années. L'île assez paradisiaque est visitée par des hommes et des femmes volantes.  
La vie avec Youwarkee et une nouvelle famille
Un jour, l'une de ces femmes volantes heurte un arbre, tombe et se blesse. Pierre la recueille et la soigne. Tombé éperdument amoureux de cette véritable princesse des airs, la troublante et sublime Youwarkee, sa vie change radicalement : il lui apprend l'anglais et la convertit au christianisme; ils se marient, ont sept enfants.
Le peuple volant des Glumms, du Monde perdu vers l'Empire utopique
Pierre, sa femme et leurs enfants finissent par retourner vers le peuple volant de Youwarkee, les Gawrys (femmes-volantes) et les Glumms (hommes-volants). Ce peuple s'est assez bien débrouillé bien qu'ignorant l'agriculture, le feu, le tissage, les métaux, l'écriture et les armes : il s'agit pratiquement d'un monde perdu resté à l'état de la Préhistoire. Toutefois, le royaume connaît un certain nombre de maux : idolâtrie, rébellion, esclavage, retard technique. Pierre impressionne le peuple volant avec ses connaissances en matière d'armes et de technologie. Harlokin, un rebelle, mène une guerre de sécession des Provinces occidentales du royaume, contre le roi Georigetti. Avec son utilisation de canons, Pierre mène une véritable guerre aérienne, abat les rebelles et en récompense, il est autorisé à abolir l'esclavage dans le royaume. Devenant l'éminence grise du roi, Pierre apporte ainsi au peuple volant les « bienfaits de la civilisation » en devenant tout à la fois : marchand, missionnaire, éducateur, général. 
L'Épilogue
Après la mort de son épouse, dans sa vieillesse, Pierre est transporté par une escorte volante qui le laisse accidentellement tomber en mer où il est repêché sur un navire, ce qui lui permet de raconter son histoire à un passager, l'auteur, avant de mourir en arrivant à Plymouth.

## Analyse

### Thèmes
La société anglaise vers 1750.
Éducation en Angleterre, George II
L'Afrique, l'esclavage, la colonisation.
Afrique, Esclavage de la Renaissance aux Lumières, Esclavage en Afrique, colonialisme
La mer, le naufrage, l'île déserte, la solitude.
mer, naufrage, île déserte, solitude, robinsonnade
La femme, l'amour, le mariage, la famille.
femme, amour, mariage, mariage mixte, famille
Le monde perdu, la Préhistoire.
monde perdu, Préhistoire
Les mythes de la Terra Australis, la Terre Creuse, l'homme-volant.
Antarctique, Terra Australis, Terre creuse, vol
L'organisation sociale, la société utopique, les techniques, les mœurs et coutumes
régime politique, monarchie, utopie, progrès technique, guerre aérienne, civilisation, esclavage, religion

### Personnages
- Pierre Wilkins
- Glanlepze
- Youwarkee
- les enfants de Pierre et de Youwarkee
- le roi Georigetti
- Harlokin

### Sources
- Inkle et Yarico (1711) et ses versions jusqu'en 1750
- Robinson Crusoé (1719)
- Les Voyages de Gulliver (1726)

### Influences
- sur La Découverte australe (1781) de Restif de la Bretonne
- sur des auteurs anglais notamment romantiques : Percy Bysshe Shelley, Mary Shelley, Byron et W.H. Hudson
- en tant qu'ouvrage précurseur de science-fiction, qu'ouvrage adapté en littérature de jeunesse et au théâtre

## Réception
Le Monthly Review de décembre 1750 décrit l'ouvrage comme le « croisement illégitime d'une conjonction pas très naturelle entre Les Voyages de Gulliver et Robinson Crusoé ». 
D'après Pierre Versins, il s'agit d'un « ouvrage important » parce que l'aventure y est présentée de façon réaliste et moderne et que les événements même extraordinaires apparaissent nécessaires, quotidiens, « sans pour autant perdre de leur pouvoir d'émerveillement ». L'ouvrage fut admiré par Walter Scott, Robert Southey, Samuel Taylor Coleridge, Leigh Hunt et Charles Lamb. Joseph Altairac rapporte que les hommes-volants de l'ouvrage (les Gawrys et les Glums) seront fort appréciés par Restif de la Bretonne au point qu'il en reprendra certains aspects pour écrire son roman La Découverte australe par un homme volant (1781).

## Histoire de l'édition du livre
Ces éditions sont en grande partie répertoriées par Joseph Altairac et Guy Costes.

### Éditions en langue anglaise
- The Life and Adventures of Peter Wilkins, a Cornish Man : relating particularly, his Shipwreck near the South Pole, his wonderful Passage thro' a subterraneous Cavern into a Kind of new World; his there Meeting with a Gawry or Flying Woman, whose life he preserv'd, and afterwards married her; his extraordinary Conveyance to the Country of Glums and Gawrys, or Men an Women that fly. Likewise a Description of this strange Country, with the Laws, Customs, and Manners of its Inhabitants, and the Author's remarkable Transactions among them. Taken from his own Mouth, in his Passage to England, from off Cape Horn in America, in the Ship Hector. With an Introduction, giving a surprizing Manner of His Coming on board that Vessel, and his Death on his Landing at Plymouth in the Year 1739. Illustrated with several Cuts, clearly and distinctly representing the Structure and Mechanism of the Wings of the Glums and Gawrys, and the Manner in which they use them either to swim or fly. By R.S. a Passenger in the Hector. London, J. Robinson and Robert Dodsley, 1751 (3 december 1750), 2 vol. XXIV-287p., XII-295p. ; Dublin, George Faulkner, 1751, 2 vol. ; London, Harrison & Co, 1783, 2 vol. ; Berwick, printed for W. Phorson and B. Law, 1784, 2 vol. 16-232p., 240p. ; Dublin, printed by N. Kelly, 1797. ; London, Thomas and Joseph Allman, Edinburgh, John Fairburn, 1816 ; London, Dean and Munday, 1822. ; London, A.K. Newan, 1822.
- The Life and Adventures of Peter Wilkins or the History of the flying Islanders, Boston, Baker & Alexander, 1828, 2 vol., 1re édition américaine (gravures par David Claypoole Johnston (1797-1865)). vol.1 en ligne avec des gravures et vol.2.
- The Life and Adventures of Peter Wilkins among the flying nations in the South Seas, London, J. Limbird, 1833. (version abrégée)
- The Life and Adventures of Peter Wilkins among the flying nations in the South Seas, London, Joseph Thomas, 1839, 180p. (Child's Library). Version pour enfants abrégée et sans découpage en chapitres.

The Life and Adventures of Peter Wilkins, containing an account of his visit to the flying Islanders, Boston, C.D. Strong, 1840; Boston, George Clark, 1840. (version abrégée)
- The Life and Adventures of Peter Wilkins, a Cornish Man, Edinburgh, W & R Chambers, 1842 (facsimile en 1979, Dubbo, NSW, Australia)); London, N. Cooke, 1844; London, JW Parker, 1844 (abrégée); London, T. Dewhurst, 1848 (abrégée); Hartford, S. Andrews & Son, 1848 et 1850 (abrégée) ; Philadelphia, Leary & Getz, 1854 ; London, George Routledge & Sons, 1880.
- The Life and Adventures of Peter Wilkins, a Cornish Man, etc, London, Reeves & Turner, 1884, 2 vol. 272p.-300p. (avec une préface de A.H. Bullen) Life And Adventures Of Peter Wilkins, Vol. I. (of II.), disponible sur le site du projet Gutenberg.
- The Life and Adventures of Peter Wilkins, Edinburgh, Ballantyne, Hanson and Co, 1884.
- The Life and Adventures of Peter Wilkins, London, J.M. Dent and Sons, New York, E.P. Dutton & Co, 1914, 1928 (ill. Edward Bawden), 342p.; J.M. Dent and Sons, 1933, 1941, 1950.
- The Life and Adventures of Peter Wilkins: a Cornishman, London, Dulau and Co, 1925, 416p.
- The Life and Adventures of Peter Wilkins, London, Oxford University Press, Oxford English Novels, (Avec une introduction de Christopher Bentley), 1973; Westport, Connecticut, Hyperion Press Inc., Classics of Science Fiction, 1974; New York, Garland Publishing, 2 vol. (reprint de l'édition de 1751), 1974; Oxford Paperbacks (World's Classic), 1990; Dodo Press, 2009. (Print on demand); Wake Forest, North Carolina, Baen Books, Coll. The Conquest of Space Book Series. (avec une postface historique de Ron Miller et avec les illustrations originales), 2013, 320p.; Forgotten Books, Classic Reprint Series, 2015, 2 vol. (paperback and e-book)

Une version très abrégée en 39p. fut publiée en 1802 sous le titre The unrivalled adventures of that great aeronaut and Glum, Peter Wilkins, etc by T. Trueman, London, Thomas Tegg and Co, Edinburgh, T. Brown, Dublin, B. Dugdale. 
version publiée dans un recueil de romans : 
- Popular romances: consisting of imaginary voyages and travels. Containing Gulliver's travels, Journey to the world under ground, The life and adventures of Peter Wilkins, The adventures of Robinson Crusoe, and The history of Automathes [by John Kirkby] To which is prefixed an introductory dissertation, by Henry Weber, esq., Edinburgh, J. Ballantyne and company, S. Doig and A. Stirling; 1812. xliii, 638 p., p.203-347

adaptations théâtrales : 
- Peter Wilkins, or, The flying islanders : a melo-dramatic spectacle in two acts with cast of characters, stage business, costumes ... as performed at the principal theaters. adaptation par Mark Lemon, A. Beckett, Gilbert Abbott, New York : Samuel French, 1856, 22 p.

### Éditions françaises
- Les hommes volans, ou les aventures de Pierre Wilkins, traduites de l'anglois & ornées de figures en taille-douce, première édition française, traduit par Philippe Florent de Puysieux. À Londres et se vend à Paris, chez la Veuve Brunet, 3 vol., 1763.   Vol.1 et 2 sur Gallica
- Les hommes volans, ou les aventures de Pierre Wilkins, Amsterdam et Paris, tomes 22 et 23 des Voyages imaginaires, songes, visions et romans cabalistiques, 1788. tomes 22 et 23 sur Gallica
- Réimpression de l'édition de 1788 par Kessinger Publishing en 2009. 2 vol. ; Réimpression par Hachette Livres-BnF (2011) ; Réimpression de l'édition de 1763 par Nabu Press

### Éditions allemandes
- Die Fliegenden Menschen, oder Wunderbare Begebenheiten Peter Wilkins, version abrégée traduite du français par Justus Friedrich Wilhelm Zachariae, Braunschweig, 1767. 302p.
- Leben und Abenteuer des Peter Wilkins aus Cornwall, Stuttgart, Hobbit Press/Klett-Cotta, traduit par Hans J. Schütz, illustré par Thomas Georg, 1989, 499p.
- Réimpressions par Nabu Press de l'édition de 1767

### Éditions italiennes
- Peter Wilkins. Vita E Avventure. Ravenna, Angelo Longo, A cura di Gabriella Morisco, Forme dell'Utopia, 2002, 326p.
- La terra del popolo volante : la Vita e le avventure di Peter Wilkins, Traduzione e Cura di Vanni de Simone, Milano-Roma, Bevivino Editore, Coll. Viaggiatori dell'Utopia, 2010, 426p.